# عبدالرحیم رهین
عبدالرحیم رهین (زاده ۱۳۴۰ ولسوالی قلعه نو ولایت بادغیس) سیاستمدار افغانستان و نماینده مردم بادغیس در دوره شانزدهم پارلمان افغانستان می‌باشد. ایشان عضو کمیسیون محیط زیست و منابع طبیعی مجلس نمایندگان افغانستان می‌باشد.

## زندگی‌نامه
عبدالرحیم رهین زاده ۱۳۴۰ قریهٔ چشمه دوزدک، ولسوالی قلعه نو ولایت بادغیس می‌باشد. وی تحصیلات ابتدایی و متوسطه خود را در قریه خود گذراند و پس از آن وارد مدرسه دینی ابوحنیفه شد و تعلیمات خود را در سال ۱۳۸۵ تکمیل نمود، پس از آن در سال ۱۳۸۶ سند ۱۴ پاس خود را از دارالمعلمین بادغیس کسب کرد. ایشان در دوره جهاد عضو حزب جمعیت اسلامی بوده‌است.

## دیگر فعالیت‌ها
- عضو حزب جمعیت اسلامی در دوران جنگ.[۲]
- معاون څارنوالی بادغیس.[۲]
- رئیس څارنوالی شهری بادغیس.[۲]
- مدیر اداری هلال احمر و رئیس هلال احمر بادغیس.[۲]